# Rammert
Der Rammert ist ein bis 593,9 m ü. NHN hoher, bewaldeter Höhenzug des Keuperberglandes im zentralen Baden-Württemberg, der zur naturräumlichen Haupteinheit Schönbuch und Glemswald im Schwäbischen Keuper-Lias-Land gehört. Sein größter Teil liegt im Landkreis Tübingen, kleine Flächenanteile gehören zum Zollernalbkreis.

## Geographie

### Lage
Der Rammert zieht sich auf etwa 18 km Länge von Rangendingen im Südwesten nach Tübingen im Nordosten und ist zwischen Rottenburg am Neckar im links begleitenden Neckartal und Ofterdingen rechts auf dem Albvorland mit 7 km Querausdehnung am breitesten. Im Nordwesten und Norden begrenzt ihn das Neckartal, im Nordosten das Steinlachtal und im Südwesten das Durchbruchstal der Starzel. Im Nordosten läuft er spitz aus, wodurch er ungefähr Keilform hat.
Höchster Punkt ist mit 593,9 m die Hohwacht zwischen Rangendingen und Bodelshausen, gefolgt vom Langen First bei Hirrlingen mit 557,5 m Höhe und dem 555,7 m hohen Lausbühl unweit des Schadenweilerhofs bei Rottenburg.
Die nach Westnordwesten bis Ostnordosten laufenden Täler von Krebsbach, Katzenbach und Vorbach/Bühlertalbach gliedern den Rammert stark. Als Teil der Südwestdeutschen Schichtstufenlandschaft ist der Rammert schwach nach Südosten geneigt und bildet an der Neckartalkante eine markante, etwa 100 bis 150 Meter hohe Stufe.
Die dem Rammert im Norden vorgelagerte Erhebung der Höhenburg Weilerburg (555 m) ist Zeugenberg von ihm. Die Südostabdachung an der Gegenseite ist flacher. Dort geht der Rammert allmählich in das von den Gesteinen der Schwarzen und Braunen Jura gebildete Albvorland über.

### Naturräumliche Zuordnung
Der Höhenzug bildet in der naturräumlichen Haupteinheitengruppe Schwäbisches Keuper-Lias-Land (Nr. 10), in der Haupteinheit Schönbuch und Glemswald (104) und in der Untereinheit Schönbuch (104.1) den Naturraum Rammert (104.11).
Die Landschaft fällt nach Norden in den Naturraum Tübinger Stufenrandbucht (104.10) ab, der durch den bei Tübingen gelegenen Bereich des Neckartals zu den Naturräumen Südlicher Schönbuch (104.12) und Walddorfer Platten (104.13) überleitet. Im Nordosten schließt sich in der Untereinheit Mittleres Vorland der mittleren Schwäbischen Alb (101.2) der Naturraum Echaz-Albvorland (101.20) an und im Osten bis Südosten in der Untereinheit Westflügel des Mittleren Albvorlands (101.1) der Naturraum Die Steinlach (101.10), die jeweils einen Teil der Haupteinheit Vorland der mittleren Schwäbischen Alb (101) bilden. Im Südwesten schließt sich der Naturraum Die Keuperrandhügel des Kleinen Heubergs (100.20) an, der in der Haupteinheit Vorland der westlichen Schwäbischen Alb (100) zur Untereinheit Mittlerer Teil des Westlichen Albvorlandes (100.2) zählt. Im Westen liegt die Untereinheit Eyach-Gäuplatten (122.3), die in der Haupteinheitengruppe Neckar- und Tauber-Gäuplatten (12) zur Haupteinheit Obere Gäue (122) gehört.

## Natur, Schutzgebiete
Der Rammert ist wegen seiner für den Ackerbau ungünstigen Sand- und Tonböden überwiegend bewaldet. Seine Wälder werden intensiv forstlich genutzt. Hauptbaumarten sind Rotbuche, Fichte, Waldkiefer und Eiche. Ausgedehnte Feuchtwiesen bedecken nur Teile der Täler.
Der Rammert ist ein wichtiges Naherholungsgebiet, deshalb wurden die Landschaftsschutzgebiete Rammert mit 3.616 Hektar und Rauher Rammert mit 2.303 Hektar ausgewiesen. Das Katzenbachtal, das die beiden Gebiete trennt, steht wegen seiner besonderen Naturausstattung mit einer Fläche von 121,3 Hektar unter dem Namen Katzenbach-Dünnbachtal seit dem 19. Dezember 1996 unter Naturschutz.
Das Bühlertal im Nordwesten des Rammert ist ein von Straßen und Siedlungen unbehelligtes Wiesentälchen, in dem der Vorbach und sein Unterlauf Bühlertalbach natürlich mäandrieren und große Areale von blütenreichen Feuchtwiesen eingenommen werden. Es war lange Jahre durch ein Staudammprojekt in seiner Existenz bedroht. Unter dem Namen Bühler Tal und Unterer Bürg ist es seit 10. März 1993 mit 84,3 Hektar ebenfalls Naturschutzgebiet.
Die Natur- und Landschaftsschutzgebiete überlagernd, gehören Teile des Rammert zum 2.860 Hektar großen FFH-Gebiet Rammert. Unter dem Namen Mittlerer Rammert besteht im nördlichen Teil außerdem ein Europäisches Vogelschutzgebiet (SPA-Gebiet).

## Tourismus
Gelegentlich wird der Rammert auch als „kleiner Bruder“ des Schönbuch bezeichnet. Ähnlich wie dort gibt es auch im Rammert gut gekennzeichnete Wanderwege, zum Beispiel von Rottenburg nach Tübingen oder Mössingen. Am Rammertrand liegen mehrere Wanderpark- und Waldspielplätze mit Feuerstellen und Schutzhütten.

## Sonstiges

Gedenkschild Orkan Lothar im Rammert

Der Orkan Lothar richtete im Dezember 1999 schwere Schäden in den Wäldern des Rammert an.
Im Rammert bei Bodelshausen liegt ein NATO-Tanklager, das im Jahre 2006 wieder in Betrieb genommen wurde.